# Stelis maculata
Stelis maculata är en biart som först beskrevs av Léon Abel Provancher 1888.  Stelis maculata ingår i släktet pansarbin, och familjen buksamlarbin. Inga underarter finns listade i Catalogue of Life.